# Shooting Star (píseň, Owl City)
„Shooting Star“ je píseň z alba „The Midsummer Station“ a také ze stejnojmenného EP „Shooting Star“ od americké synthpopové skupiny Owl City. Byla složená skladatelem, producentem a zpěvákem Adamem Youngem. Poprvé vyšla na iTunes 15. května 2014 jako jedna ze čtyř písní EP Shooting Star.

## Zajímavosti
Píseň se vyšplhala na 176. příčku na UK Singles Chart a na 49. pozici na Japan Hot 100.
Adam Young začal psát „Shooting Star“ v roce 2008 spolu s Mattem Thiessenem z Relient K. Měla se objevit na Owl City albu „Ocean Eyes“ z roku 2009. Jakmile začala práce na nadcházejícím albu „The Midsummer Station“, přinesl Adam 90sekundové demo ze „starého instrumentálního nápadu“ norské nahrávací společnosti Stargate (Mikkel Eriksen a Tor Hermansen), která mu pomohla dokončit kompozici. Adam uvedl: „Celý text byl napsán v podstatě na místě během těch dvou dnů... a pak jsem odjel domů do svého studia v Minnesotě, abych sestříhal finální verzi. Myslím, že jsem trochu tu a tam upravil text, aby to vše znělo líp, a pak byla píseň hotová.“
„Nestihl bych ji pro Ocean Eyes vytvořit, ale Stargate slyšeli ten malý syntetický kousek a vystavěli kolem toho to, z čeho vznikla skvělá skladba.“
O textu Adam říká, že zachycuje myšlenku, že každý může být na počátku nějakého pohybu. Když se všichni sjednotí a vezmou tuto krajní pozici s vědomím, že i když každý prochází těžkým obdobím, tak pokud opravdu budeme spolupracovat, tak dokážeme cokoliv.
Skladba byla původně vedoucím singlem „The Midsummer Station“, ale úspěch písně „Call Me Maybe“ od Carly Rae Jepsenové nakonec rozhodl, že se vybral song „Good Time“.
V roce 2013 se „Shooting Star“ objevila v akustické podobě na EP „The Midsummer Station – Acoustic EP“.

## Videoklip
14. května 2012 Owl City nahrálo na svůj oficiální YouTube kanál oficiální audio video pro „Shooting Star“. Na videu vystupuje pes podobný lišce, který se s kamerou připevněnou k zádům prochází po městě. Adam na svém Twitteru sdílel některé záběry. Na stránkách MTV je interview s Adamem o natáčení videa.
Poté 17. 5. 2012 vyšlo lyric video a 25. 10. 2012 oficiální videoklip, kde Adam při soumraku uprostřed ulice hraje na elektrické piáno.

## Skladba v médiích
V roce 2013 je píseň použita v animovaném filmu „Útěk z planety Země“, a to dokonce dvakrát. Také se objevuje v 3D traileru k filmu „Království lesních strážců“.